# Mötet i Strängnäs 1511
Mötet i Strängnäs 1511 var en sammankomst som hölls i Strängnäs för att diskutera och besluta om Sveriges angelägenheter. Det inleddes i september 1511 och avslutades i oktober 1511.
Mötet yrkades att Svante Nilsson skulle avgå som riksföreståndare, vilket dock inte blev fallet. 